# Otvice
Otvice (en allemand : Neosablitz) est une commune du district de Chomutov, dans la région d'Ústí nad Labem, en République tchèque. Sa population s'élevait à 681 habitants en 2021.

## Géographie
Otvice se trouve à 4 km au nord-est du centre de Chomutov et fait partie de son agglomération, à 48 km au sud-ouest d'Ústí nad Labem et à 84 km au nord-ouest de Prague.
La commune est limitée par Jirkov au nord, par Vrskmaň et Pesvice à l'est, et par Chomutov au sud, à l'ouest et au nord-ouest.

## Galerie

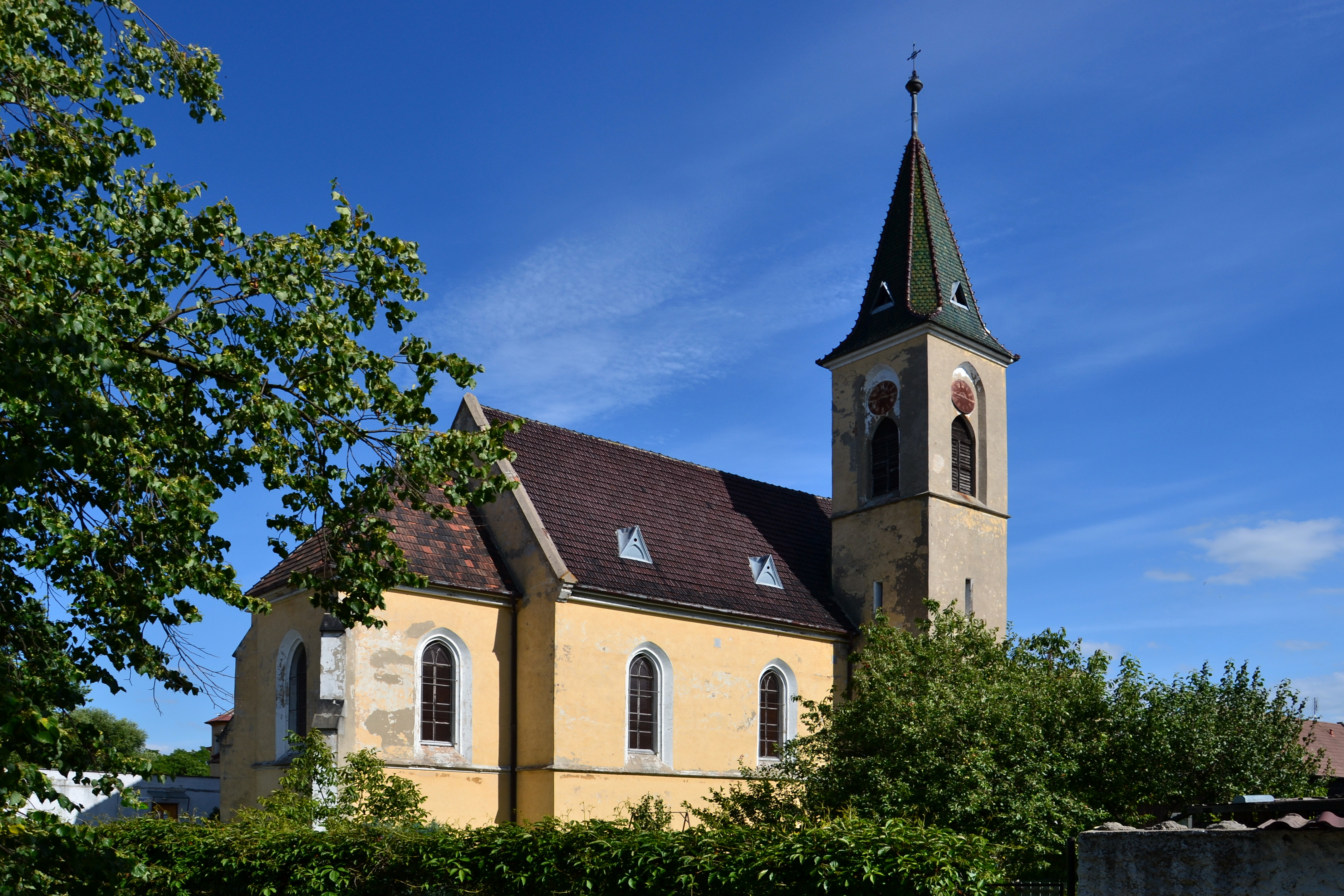
Otvice : église Sainte-Barbara.
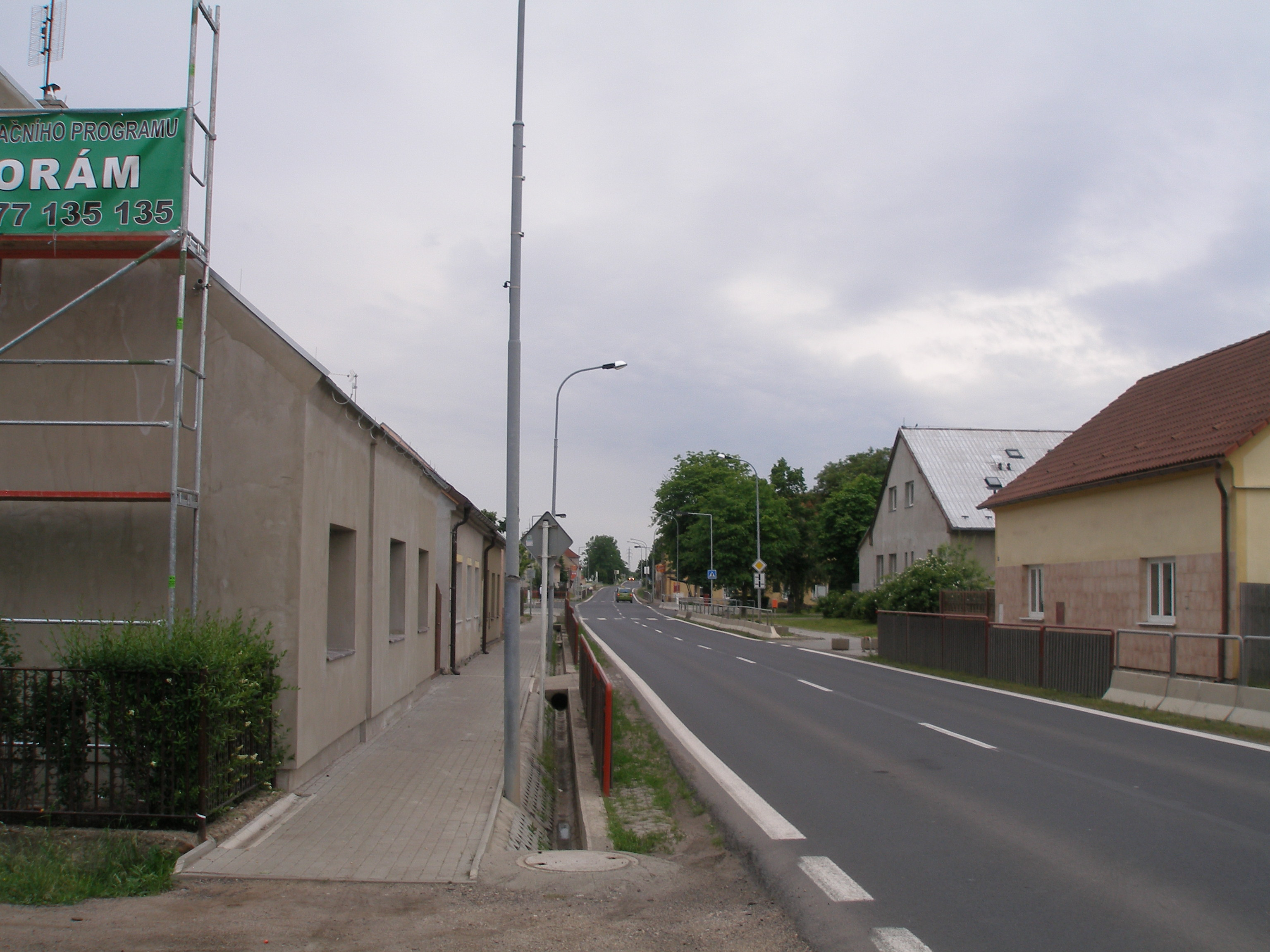
Otvice : rue principale.

## Histoire
La première mention écrite d'Otvice remonte à 1295.

## Transports
Par la route, Otvice se trouve à 4 km de Chomutov, à 61 km d'Ústí nad Labem et à 95 km de Prague.